# Paul Hautefeuille
Pour les articles homonymes, voir Hautefeuille.
Paul Gabriel Hautefeuille, né le 2 décembre 1836 à Étampes et mort le 8 décembre 1902 en son domicile dans le 6e arrondissement de Paris, est un minéralogiste, chimiste et médecin français, membre de l'Académie des sciences, professeur de minéralogie à la Faculté des sciences de Paris, qui a réussi la synthèse en laboratoire de divers cristaux.

## Biographie
Fils d'un notaire d'Étampes, il fit des études au lycée Condorcet, à Paris, puis à l’École centrale où il entre en 1855. À Centrale, il est repéré par les chimistes Jean-Baptiste Dumas et Henri Sainte-Claire Deville. Il fait un doctorat en médecine (1865) et la même année un doctorat ès-sciences physiques sur la « reproduction des métaux titanifères ». En 1865, il est recruté par Centrale comme répétiteur de mécanique, puis de chimie industrielle, puis chargé de cours de métallurgie. 
Il entre au laboratoire de l'École normale supérieure, où il remplace Charles Friedel comme maître de conférences de minéralogie puis directeur-adjoint du laboratoire de chimie (1876-1885).
En 1885, il remplace Charles Friedel comme professeur de minéralogie à la Faculté des sciences de Paris. Il devint directeur du laboratoire de chimie à l’École des hautes études.
Il est élu en 1895 à l'Académie des sciences, dans la section de minéralogie.
On lui doit de nombreuses synthèses de minéraux obtenues grâce à des catalyseurs.
Il s'est intéressé à la chimie minérale, collaborant avec Louis Joseph Troost. Il s'est intéressé à la polymérisation, à la solubilité de l'hydrogène et du carbone dans le fer, aux phosphates, à la liquéfaction des mélanges gazeux.
Il est inhumé au cimetière du Père-Lachaise (58e division).